# Lichenikolní organismus

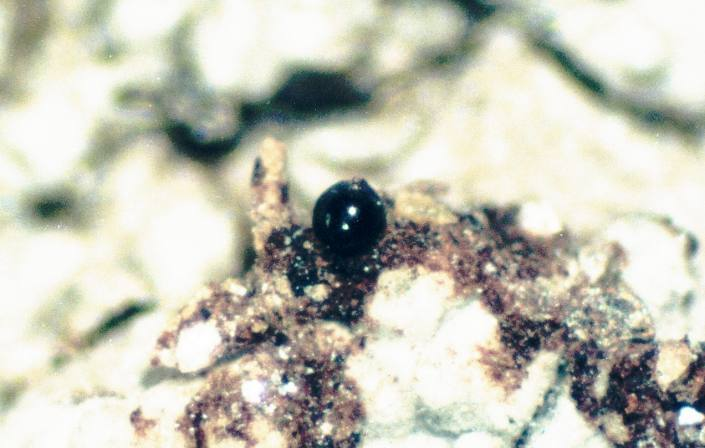
Sphinctrina turbinata je lichenikolní houba, která většinou roste na rodu děratka (Pertusaria), ale na této fotce je zachycena na lišejníku misnička modrošedá (Aspicilia caesiocinerea) na skále v Marylandu, USA. Jasně je vidět černé apothecium (plodnice).

Lichenikolní organismus je druh, který roste v nebo na lišejníku. 
Nejznámější jsou lichenikolní houby, tedy paraziti nebo parasymbionti (případně i saprobi, epifyty, komenzálové), které někdy tvoří s již existujícími dvojicemi primárního fotobionta a primárního mykobionta vícečlenné vztahy v rámci jedné stélky lišejníku.
Někdy se lichenikolní nazývají i některé bakterie, které rostou v lišejnících, a také někteří roztoči. 